# Bredsjömossen
Bredsjömossen är ett naturreservat i Motala kommun i Östergötlands län.
Området är naturskyddat sedan 2012 och är 337 hektar stort. Reservatet omfattar västra delen av Bredsjön och våtmarker vid dess strand omgivna av granskog och sumpskog och till del bevuxna med tall.